# Altrippe
Altrippe é uma comuna francesa na região administrativa de Grande Leste, no departamento de Mosela. Estende-se por uma área de 4,88 km². Em 2010 a comuna tinha 384 habitantes (densidade: 78,7 hab./km²).